# Himalayagök
Himalayagök (Cuculus saturatus) är en fågel i familjen gökar inom ordningen gökfåglar.

## Utseende
Himalayagöken är en 29 cm lång typisk Cuculus-gök med mörkt askgrå ovansida, svartbrun vitfläckig och vitspetsad stjärt och gul ögonring. På undersidan är den askgrå från haka till bröst och vit med svarta tvärband på nedre delen av bröstet och buken. Undergumpen är karakteristiskt vit till grädd- eller aprikosfärgad med varierande bandning.

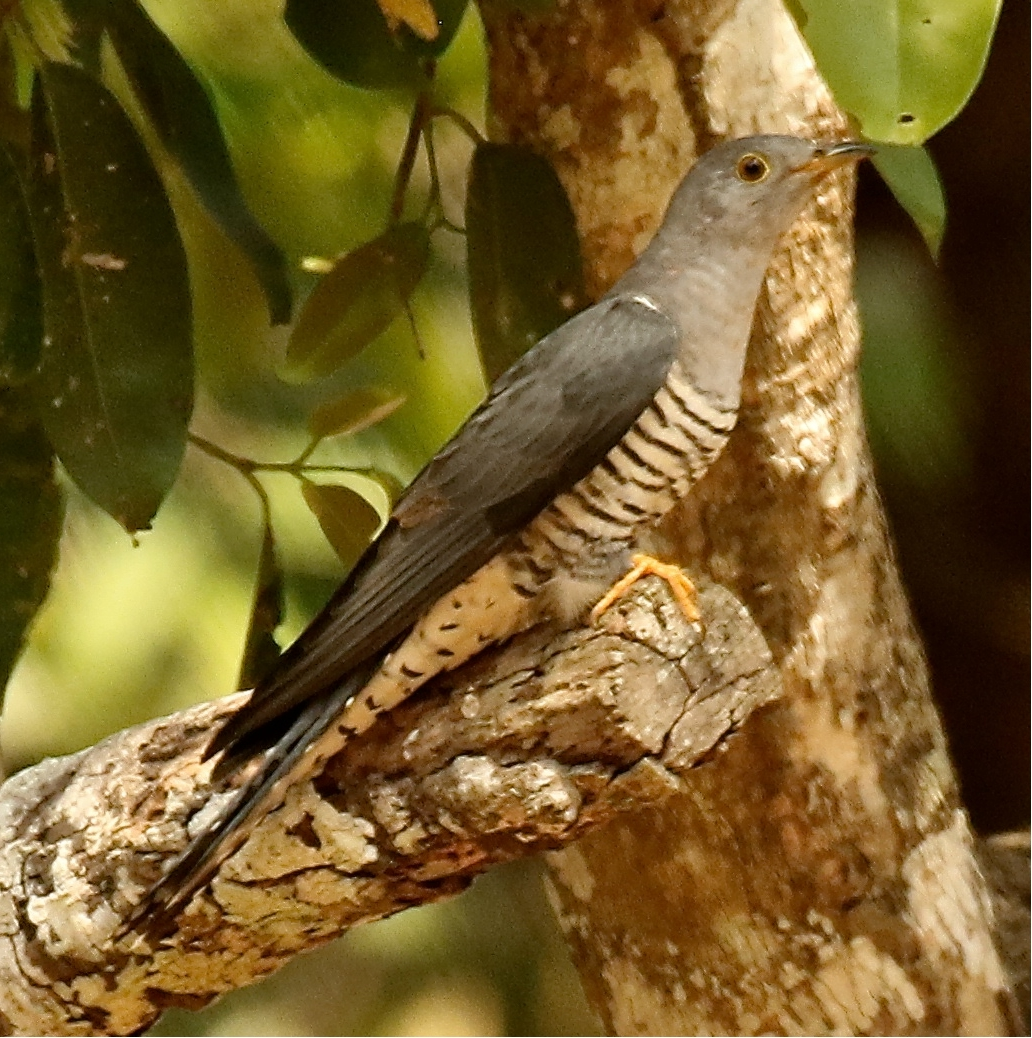

Honan liknar hanen men har en rostfärgad ton på bröstet. Hos båda könen förekommer också en brun form, med rostfärgad och mörkbandad övergump och övre delen av stjärten. Ungfågeln är skiffergrå på ovansidan med vita fjäderspetsar, vitbandat svart på strupen och svartvitbandad undersida.

### Skillnader mot närbesläktade arter
Himalayagöken är mycket lik både göken, sundagöken och tajgagöken. Göken har smalare och tätare svarta band på undersidan och den bruna formen saknar bandning på övergump och undre stjärttäckare. Himalayagöken är större än sundagöken men i snitt mindre än tajgagöken. Jämfört med den senare är den i stort sett identisk i adult dräkt, men ungfågeln är ljusare på strupe och bröst samt har tydligare vita fjäderspetsar ovan.

## Läten
Himalayagökens spelläte är tydligt avvikande från gökens galande, en rask serie med lika betonade tonpar med härfågelliknande röst: "po-po po-po po-po..." som inleds med en något högre enkel ton. Tajgahökens rop är mycket lik, men saknar introduktionstonen.

## Utbredning och systematik
Himalayagöken förekommer från södra Himalaya till södra Kina och Taiwan.. Den övervintrar söderut till Indonesien. Arten behandlas som monotypisk, det vill säga att den inte delas in i några underarter.

### Artstatus
Artens systematik är komplicerad. Den tillhör en grupp närbesläktade gökar som tidigare behandlades som en och samma art. Gruppen består av förutom himalayagök även sundagök (C. lepidus) och tajgagök (C. optatus). Numera anses de normalt utgöra tre olika arter.

## Levnadssätt
Himalayagöken förekommer i olika typer av bergsbelägen skog. I Himalaya hittas den i blandskog med björk och asp, lärktajga, i ek- och rhododendronskogar samt även i subtropiska skogar intill rinnande vattendrag. I norra Pakistan påträffas den ovanför 1800 meters höjd, men inte i alpina regionen där göken förekommer eller i subtropiska tallskogar med kortvingad gök. I Nepal ses den i barrskogar mellan 1500 och 3300 meters höjd, i Kashmir i björkskog ovan trädgränsen och i Guangxi i Kina i bokskog på cirka 1500 meter. I övervintringsområdena hittas den i låglänta skogar, men även odlingsbygd, ej i bergsskogar där sundagöken häckar.
Himalayagöken lever mestadels av olika sorters fjärilslarver, men även andra insekter som gräshoppor, cikador, skalbaggar och flugor samt frukt och tallskott. Fågeln häckar mellan mars och augusti. Den är liksom andra Cuculus-arter är en boparasit som lägger ägg i andra fåglars bon, framför allt specialiserad på lövsångare som västlig kronsångare och mindre kronsångare.

## Status och hot
Arten har ett stort utbredningsområde, men tros minska i antal, dock inte tillräckligt kraftigt för att den ska betraktas som hotad. Internationella naturvårdsunionen IUCN listar arten som livskraftig (LC).